# Alfred Jacomis
Alfred Jacomis, né le 9 juillet 1910 à Grand Champ (hameau de Laveissière, Cantal) et mort le 17 juin 2004 à Labège en Haute-Garonne, est un skieur de fond français qui a participé aux Jeux olympiques de 1936 à Garmisch-Partenkirchen.

## Biographie
Alfred Jacomis est un pionnier du ski de fond, né à Grand Champ  le 9 juillet 1910 dans une famille de paysans. Tout en effectuant ses études à Murat puis à Aurillac dans une école d'agriculture, il participe aux travaux de la ferme à Albepierre : vacher l'été sur les flancs du Plomb du Cantal et laitier l'hiver, de la grange du Joaniol à Albepierre. Il parcourt ces chemins deux fois par jour, à l'aide de skis taillés par son père, portant sur son dos vingt à trente litres de lait. Tous ses efforts lui permettent d'acquérir l'endurance, l'équilibre et la force requises pour s'inscrire à 16 ans à sa première compétition et finalement au club de ski de fond d'Albepierre en 1928. Il est très vite remarqué par un commerçant muratais, Monier-Granier, entraîneur de ski. Celui-ci sera dès lors son manager tout au long de sa carrière.

## Carrière
En 1930, Alfred Jacomis remporte la course de Besse puis le concours régional de ski de fond du Lioran. En 1931, pour son premier championnat de France, il termine 19e sur 120 participants à Villard-de-Lans. En 1932, en tant que membre de la sélection d'Auvergne, il participe au concours international de Chamonix. Puis il effectue son service militaire au rang du bataillon des chasseurs alpins et décroche la première place au 25 km d'une course par équipe de quatre avec armes et bagages et termine cinquième du 18 km individuel. En 1934, il devient champion d'Auvergne de ski. En 1935, il est membre titulaire de l'équipe de France internationale et olympique, ce qui va lui permettre par la suite, en 1936, de participer aux Jeux olympiques de Garmisch-Partenkirchen en Allemagne. Il se classe 43e du 18 km, et neuvième du relais,. En 1937, il participe aux championnats du monde à Chamonix. Sur le relais, l'équipe de France termine à la huitième place et sur le 18 km, Alfred Jacomis finit 34e. Cette année 1937 sera particulièrement douloureuse pour Alfred, car il va perdre ses deux parents et son épouse. En 1938, puis en 1939, il remporte le 18 km du championnat des Pyrénées et devient également vice-champion de France du 18 km et champion de France du 32 km. 
La guerre met fin prématurément à sa carrière.
Il continuera cependant de poursuivre ses courses dans le Cantal et surtout dans les Pyrénées. Il participera aux Championnats de France à Superbagnères en 1948 à l'âge de 38 ans et terminera à une très belle 15e place sur l'épreuve de ski de fond. 

## Hommage
Une piste de ski de fond porte le nom d'Alfred Jacomis sur le domaine de Prat de Bouc - Haute Planèze. Elle a été inaugurée à Prat-de-Bouc le 17 décembre 2017 pour honorer la mémoire du champion de ski. Elle mesure 4,8 km et 180 m de dénivelé positif, classée piste noire en raison de sa pente technique.